# Indonesia International 2011
Die Indonesia International 2011 im Badminton fanden vom 19. bis zum 24. Juli 2011 in Surabaya statt.

## Sieger und Platzierte
| Disziplin    | Gold                                   | Silber                                       | Bronze                                         |
| ------------ | -------------------------------------- | -------------------------------------------- | ---------------------------------------------- |
| Herreneinzel | Tommy Sugiarto                         | Alamsyah Yunus                               | Hong Ji-hoon                                   |
| Herreneinzel | Tommy Sugiarto                         | Alamsyah Yunus                               | Indra Bagus Ade Chandra                        |
| Dameneinzel  | P. V. Sindhu                           | Fransisca Ratnasari                          | Renna Suwarno                                  |
| Dameneinzel  | P. V. Sindhu                           | Fransisca Ratnasari                          | Tee Jing Yi                                    |
| Herrendoppel | Rendra Wijaya Rian Sukmawan            | Ow Yao Han Tan Wee Kiong                     | Andrei Adistia Christopher Rusdianto           |
| Herrendoppel | Rendra Wijaya Rian Sukmawan            | Ow Yao Han Tan Wee Kiong                     | Agripina Prima Rahmanto Markus Fernaldi Gideon |
| Damendoppel  | Della Destiara Haris Suci Rizky Andini | Devi Tika Permatasari Keshya Nurvita Hanadia | Aya Shimozaki Emi Moue                         |
| Damendoppel  | Della Destiara Haris Suci Rizky Andini | Devi Tika Permatasari Keshya Nurvita Hanadia | Kim So-young Ko A-ra                           |
| Mixed        | Andhika Anhar Keshya Nurvita Hanadia   | Rendra Wijaya Maria Elfira Christina         | Ardiansyah Putra Devi Tika Permatasari         |
| Mixed        | Andhika Anhar Keshya Nurvita Hanadia   | Rendra Wijaya Maria Elfira Christina         | Danny Bawa Chrisnanta Vanessa Neo Yu Yan       |